# Roi Jing de Zhou (Ji Gai)
Pour les articles homonymes, voir Zhou Jingwang.
Le roi Jing de Zhou, ou Zhou Jing Wang (chinois : 周敬王) de son nom personnel Ji Gai (姬丐). Il régna de -520 à -476.

## Contexte
Depuis la mort du roi Ling, la famille Ji s'est divisée en plusieurs branches qui s'opposaient l'une à l'autre. Tous ces conflits intra-familiaux affectèrent sérieusement l'autorité du roi en titre et affaiblit la dynastie durablement. Les luttes de pouvoir devinrent incessantes et les intrigues de palais monnaies courantes. La corruption était endémique dans le palais et à la cour.

## Course à la succession
À la base dans les instances politiques, le prince Gai était pressenti pour devenir le nouveau roi à la mort du roi Jing, puisqu'il avait un important appui parmi les courtisans et parmi les Grands Vassaux comme Jin et Zheng. Cependant, il était en concurrence directe avec le prince Chao qui était le favori pour la succession puisque le roi lui-même souhaitait que Chao lui succède. 

### Un problème de droit
Le problème principal du choix que le roi Jing fit pour sa succession se posait en termes de légalité. Avait-il le droit de renier le droit successoral séculaire de ses ancêtres? Ses ministres pensèrent que non et que cela serait contraire au mandat du ciel. Ceux-ci déclarèrent donc les volontés du roi Jing, invalides sur une base légale. Le roi Jing allait ainsi contre le droit établit par ses ancêtres. Par ses volontés, le roi Jing aurait spolié son fils le plus légitime (le prince Meng) de son héritage. Le prince Gai n'aurait pas pu succéder à son père directement non plus, puisque que le droit successoral chez les Zhou était par ordre de primogéniture et que le prince Meng était le prince le plus âgé. Clairement, le prince Meng apparaissait comme le successeur tout désigné. De plus que Wangzi Chao le fils préféré du roi Jing, que celui-ci voyait lui succéder, était un bâtard. Le droit chez les Zhou se basait sur les traditions. Aussi, il était totalement impensable pour les officiels en place, de changer le droit. De plus, ceux-ci considérèrent qu'il aurait été dangereux de réformer le droit successoral et que cela en tant que jurisprudence, aurait provoqué d'importants troubles dans toute la Chine.

### Crise de succession
À la fin de sa vie le roi Jing est tombé sérieusement malade. Le pouvoir n'était plus exercé par le roi, mais par son favori Bin Qi. Bin Qi soutenait les prétentions au trône du dragon, du prince Chao. Cependant, Bin Qi avait de puissants ennemis à la cour dont notamment les ducs de Liu et de Dan, tous deux des ministres de haut rang au sein du gouvernement. Quand le roi Jing décède, Bin Qi est victime d'une conjuration et est assassiné.

## Un règne mouvementé

### L'accession au trône
À l'origine, après l'assassinat du roi Dao, le prince Gai est sacré roi, grâce à l'aide de Jin et devint le roi Jing. Mais son demi-frère, le prince Chao préparait une conjuration contre lui.

### Coup d'état
D'après les Annales des Printemps et des Automnes, après son accession au trône, le roi Jing nomma le duc Jian de Gong au ministère des affaires intérieures. Celui-ci étudia scrupuleusement l'histoire dynastique pour savoir ce qui causait le plus de troubles. Il vint à la conclusion que c'était la noblesse qui était le problème. Il en parla au roi Jing et ils décidèrent qu'il fallait affaiblir les grands lignages du royaumes pour centraliser le pouvoir entre les mains du roi. Le duc de Gong se mit au travail et prépara ses réformes. Mais comme on pouvait s'y attendre, ses réformes provoquèrent une vague d'hostilité au sein de la noblesse. À peine quelques mois après son investiture, le roi Jing est attaqué par son demi-frère Chao. Le duc de Gong et le duc de Gan, tentèrent d'arrêter le prince Chao, mais subirent une sévère défaite. Le roi Jing dut alors s'enfuir à Liuyi.

### Leroi de l'Est
Par la suite, le roi Jing résista à partir du pays de Liu, dans l'est du domaine royal. À ce moment, les gens l'appelait le roi de l'Est et le prince Chao le roi de l'Ouest. La guerre entre l'Est et l'Ouest allait durer trois années entières. Finalement en 516 av. J.-C., le roi Jing demanda le soutien du duc de Jin qui lui envoya le vicomte Jian de Zhao et le comte de Zhi, pour l'aider à asseoir son autorité.

### Le retour du roi
L'armée de Jin appuyée par les armées des ducs de Liu, de Gan, de Dan et de Gong triompha rapidement des troupes du prince Chao et put ainsi reconduire le roi Jing jusqu'à la capitale. Le prince Chao ainsi que Nangong Ying et le comte Dei de Mao, s'enfuirent au pays de Chu.

### La répression
En 513 av.J.-C., le roi Jing commença une série de purges internes. Les partisans du prince Chao furent punis. Les ducs de Shao et de Yin furent emmenés jusqu'à la capitale et y furent mis à mort. Le comte Lu de Yuan aurait lui aussi dû être mis à mort, mais il est mort avant. Son fils prit alors sa place comme cadavre. Le fils aîné du prince Chao fut également exécuté. Son fils cadet allait être exécuté en 484 av.J.-C..

### La mort du prince Chao
En 505 av. J.-C., le pays de Chu est dans la tourmente. Vaincu par le puissant état de Wu, le roi Zhao de Chu s'est enfui jusqu'au pays de Sui. Laissant ainsi la capitale Ying, sans protection. Le roi Jing saisit cette occasion pour frapper en toute impunité au cœur même du pays de Chu. Il envoya ses hommes pour assassiner son demi-frère qui menaçait son autorité. Celui-ci est assassiné à Ying, la capitale du pays de Chu. 

### Autre rébellion
L'année suivante, Dan Pian, partisan du prince Chao et fils de Dan Kuo (qui avait été exécuté par le duc de Gong pour trahison), se révolta. Le roi Jing s'enfuit à Jin, qui en 503 av. J.-C. le ramena manu militari à la capitale. En 502 av. J.-C., les ducs de Liu et de Dan lancèrent une vaste offensive contre les places fortes rebelles. Dan Pian fut vaincu à Yili par le duc Huan de Liu.